# Gare de Laplace
Pour les articles homonymes, voir Laplace.
La gare de Laplace est une gare ferroviaire française de la ligne de Sceaux, située dans la commune d'Arcueil (département du Val-de-Marne).
Ouverte en 1894, c'est aujourd'hui une gare de la Régie autonome des transports parisiens (RATP) desservie par les trains de la ligne B du RER.

## Situation ferroviaire
La gare est située sur le territoire de la commune d'Arcueil entre les gares de Gentilly et d'Arcueil - Cachan. Elle est implantée sur un talus ferroviaire enjambant l'avenue Laplace et longeant la rue Ernest-Renan.

## Histoire
Gare de la ligne de Sceaux, elle a été reconstruite dans le style Art déco par la Compagnie du chemin de fer métropolitain de Paris (CMP) dans le cadre des travaux de modernisation de la ligne dans les années 1930. Elle est desservie par les trains de la ligne B du RER.

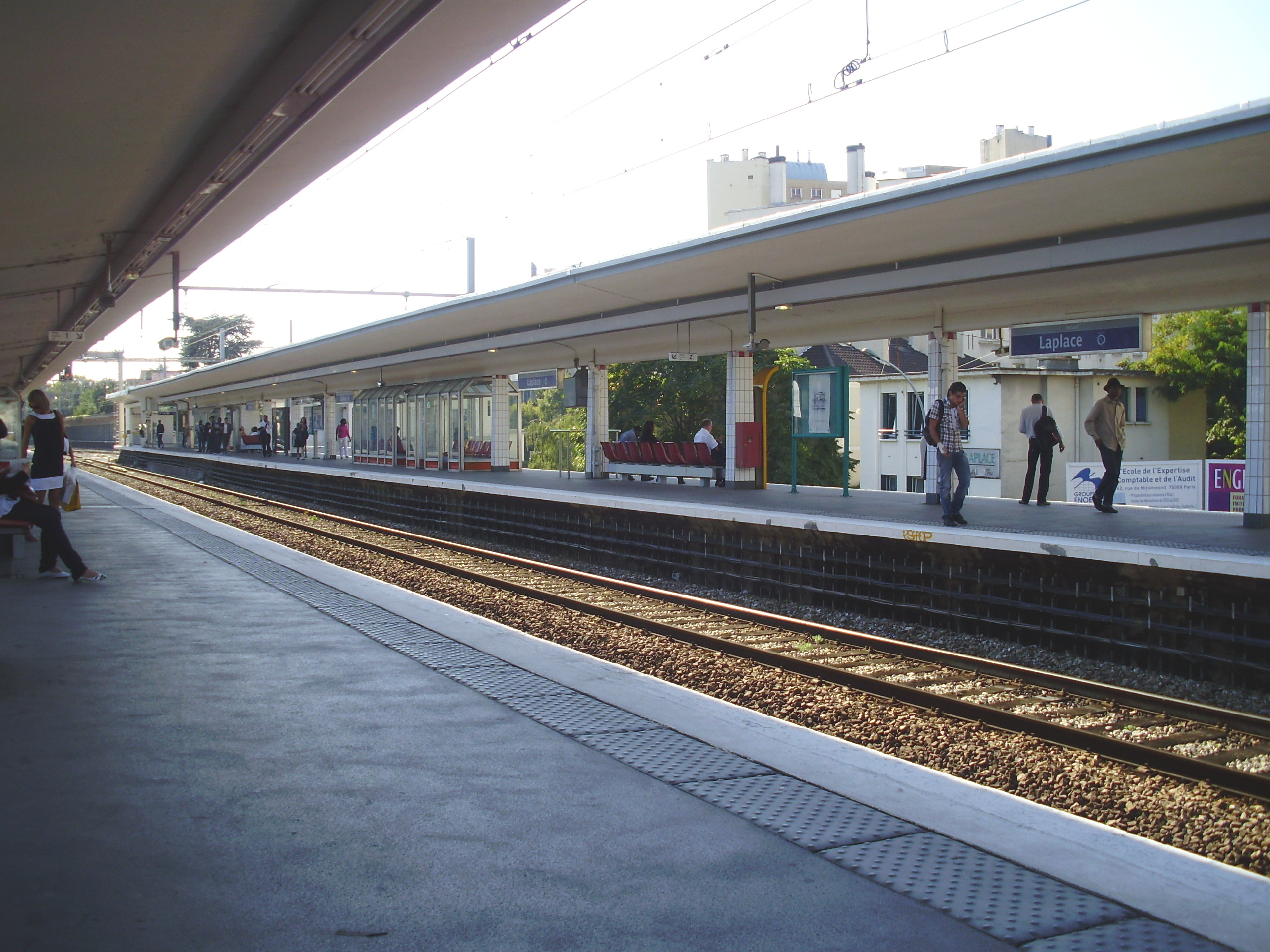
Vue en direction de Robinson/Saint-Rémy-lès-Chevreuse depuis le milieu du quai pour ces destinations.

La gare possédant plusieurs voies à quai, permet des dépassements des trains. À une certaine époque, le train à destination de Saint-Rémy-lès-Chevreuse dépassait l'omnibus. Dans l'autre sens, l'omnibus allant vers Paris stationnait sur un quai décalé au sud de la gare, aujourd'hui inutilisé et grillagé. Ces dépassements ne sont plus prévus en temps normal mais peuvent avoir lieu grâce aux trois voies à quai en situation perturbée.
En contre-pointe du matin, cette gare est terminus pour les trains venant de Mitry-Claye.
La gare de Laplace peut, en cas de situation perturbée, être — en direction de Paris — le terminus de trains qu'il est nécessaire de garer afin de ne pas engorger les voies au nord de cette gare et que le troisième quai de la gare de Denfert-Rochereau, servant normalement de garage, est déjà occupé.
La gare est annoncée dans les trains avec la précision « Maison des examens », car elle est située près de la Maison des examens gérée par le Service interacadémique des examens et concours. La mention « Maison des examens » apparaît également sur certains panneaux indiquant le nom de la gare.
En 2015, la fréquentation annuelle estimée par la RATP est de 3 336 242 voyageurs.

## Services aux voyageurs

### Accès
La gare dispose de deux accès :
- Accès 1 avenue Laplace : accès muni de deux ascenseurs.
- Accès 2 rue Ernest-Renan (Maison des examens).

Accès à la gare
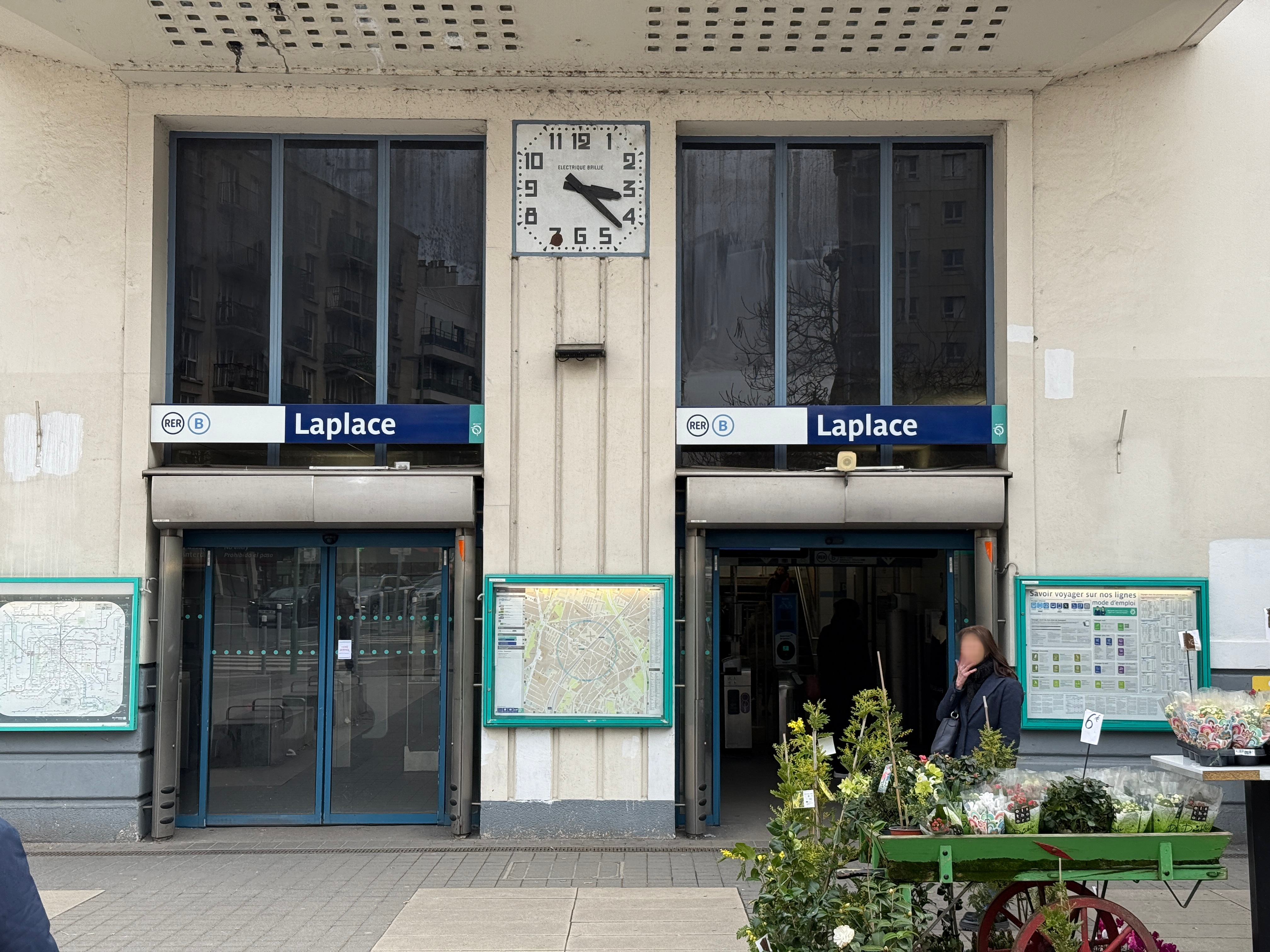
L'accès no 1 « Avenue Laplace ».
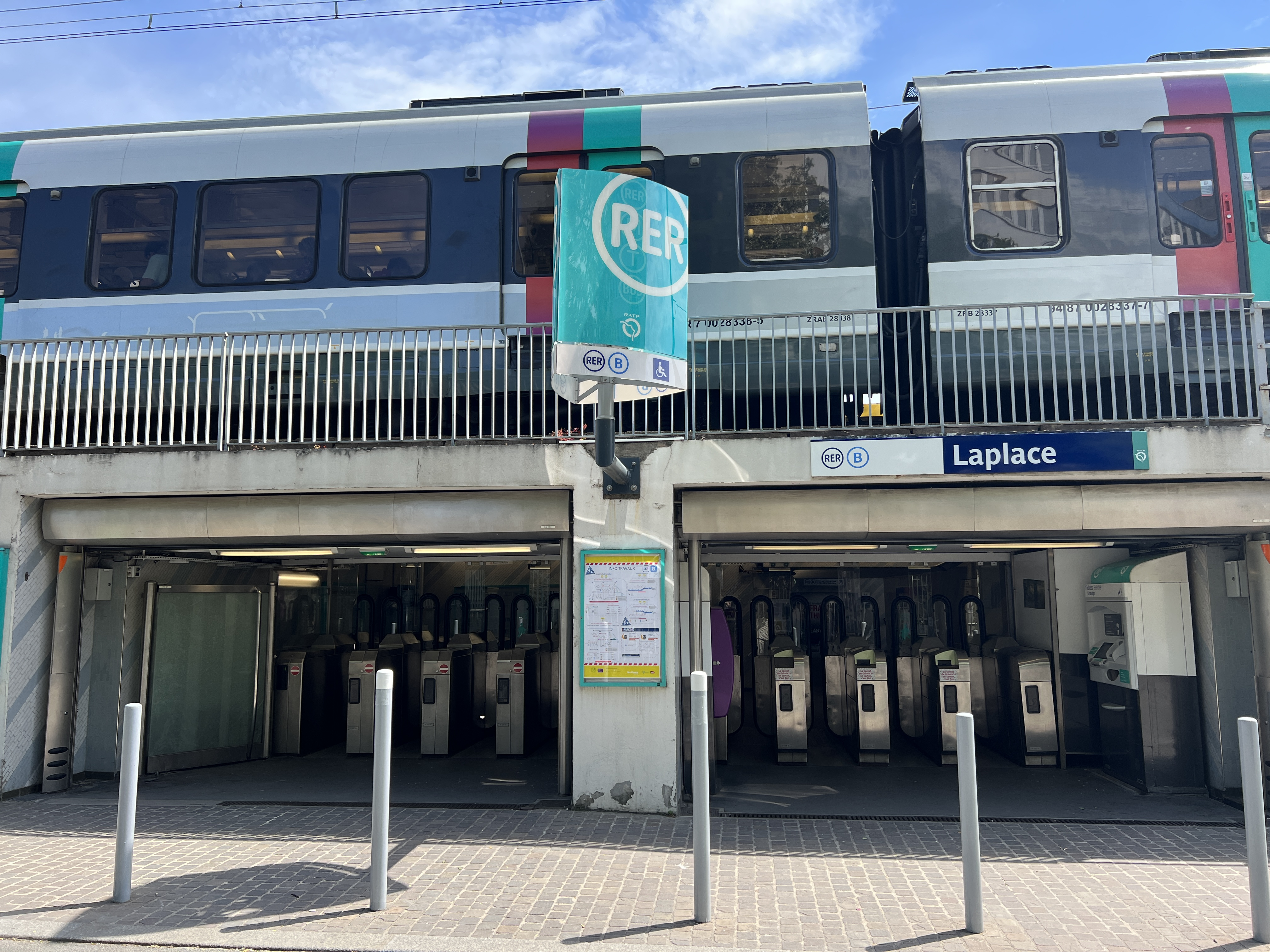
L'accès no 2 « Rue Ernest Renan ».

### Intermodalité
La gare est desservie par les lignes de bus 57, 193 (depuis l’arrêt Arcueil-Lénine), 323 et 380 du réseau de bus RATP, et la nuit, par la ligne N21 du Noctilien.

## À proximité
- Maison des examens
- Hôtel de Ville d'Arcueil

## Galerie

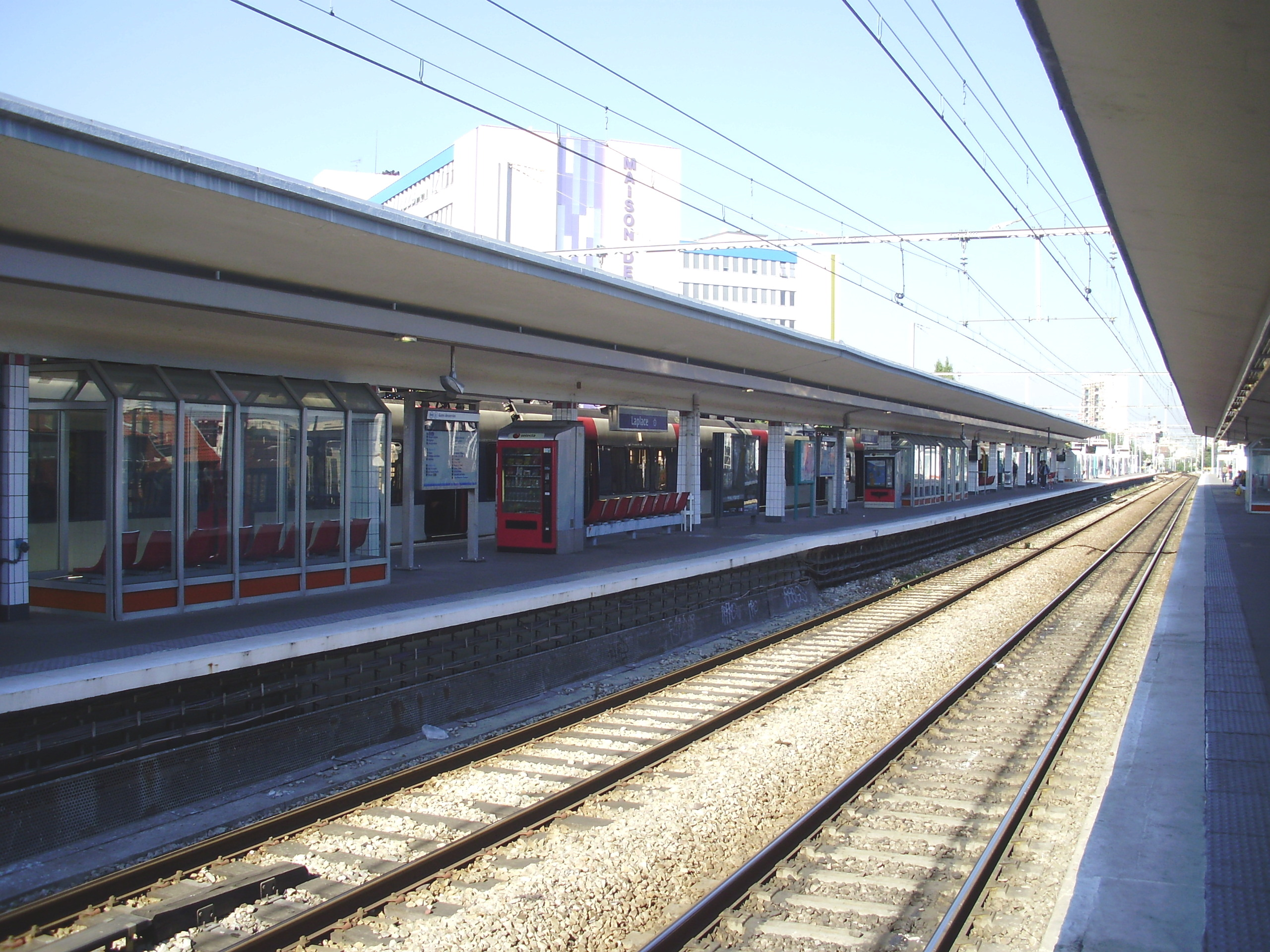
Vue vers Paris depuis l'extrémité sud du quai pour Robinson ou Saint-Rémy-lès-Chevreuse.
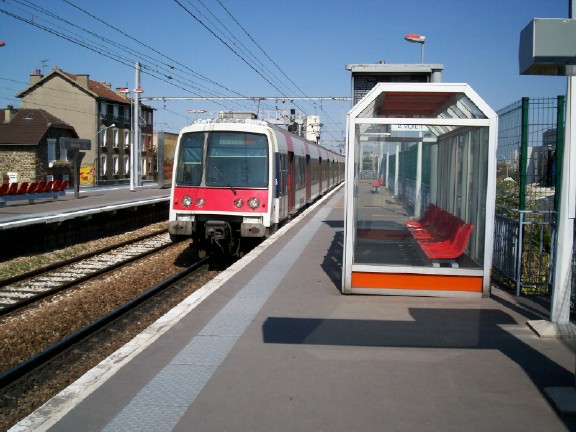
Rame MI 79 arrivant sur le quai pour Robinson ou Saint-Rémy-lès-Chevreuse.
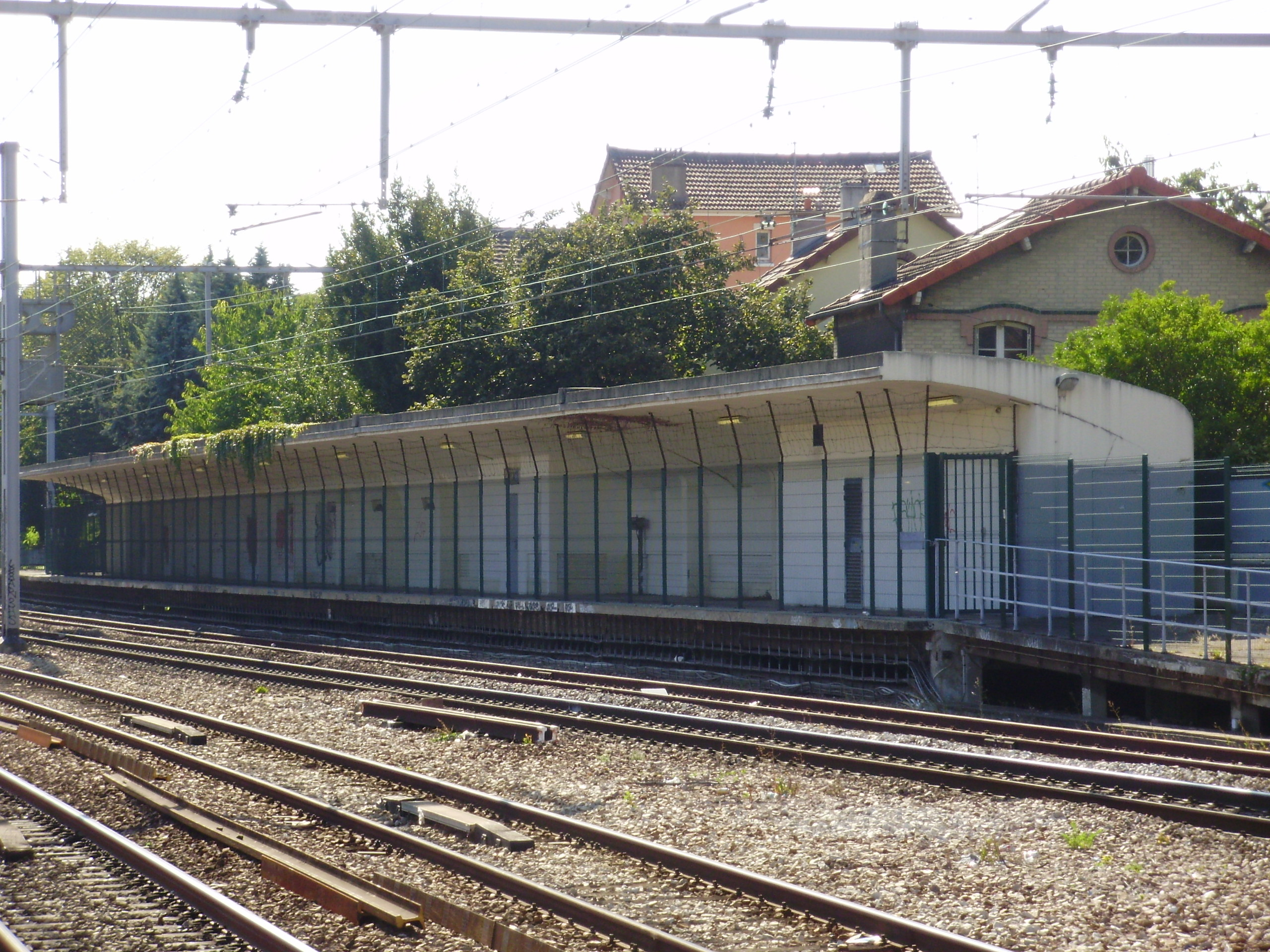
Quai décalé et inutilisé, au sud de la gare.
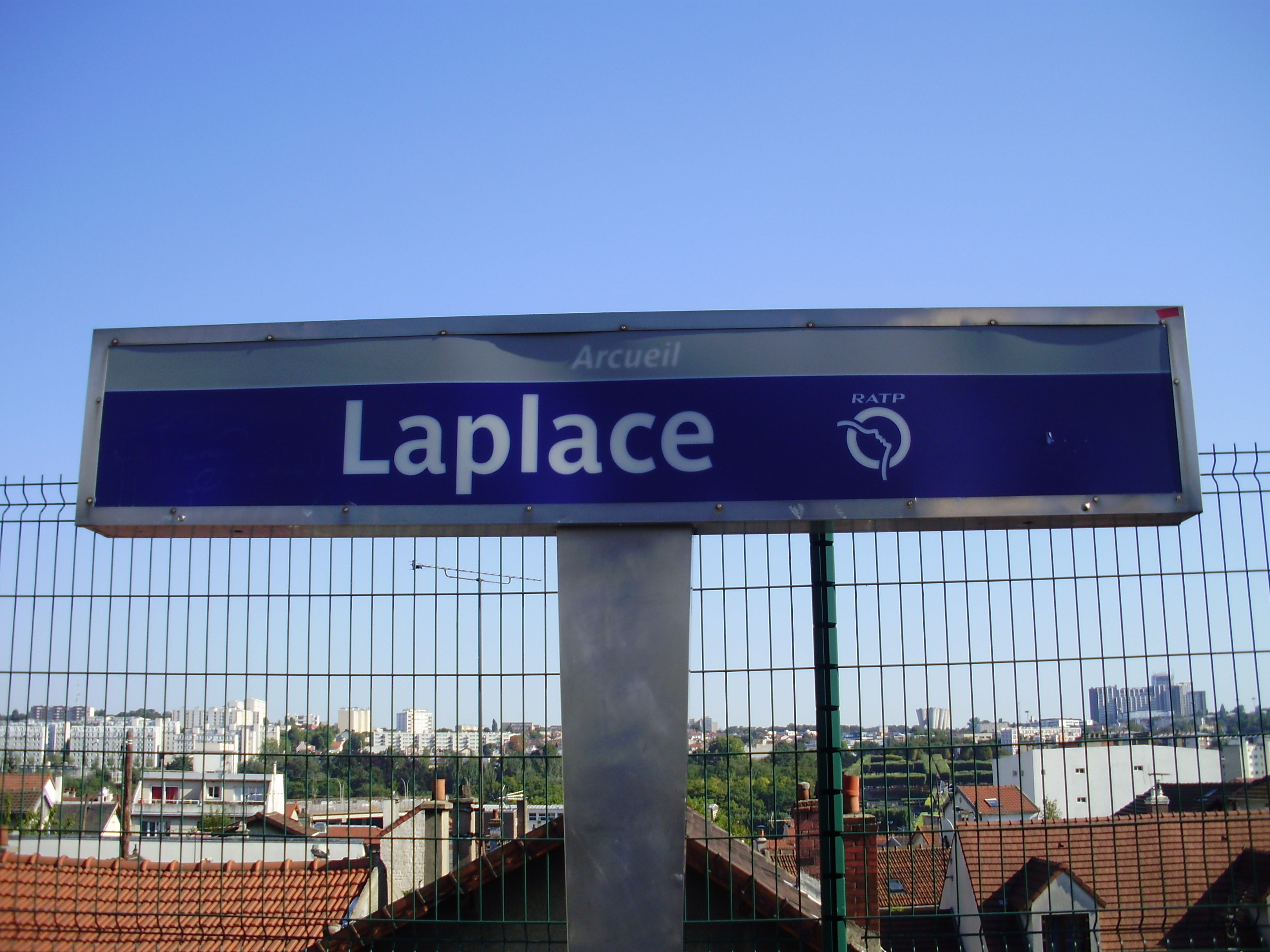
Panneau de la gare.
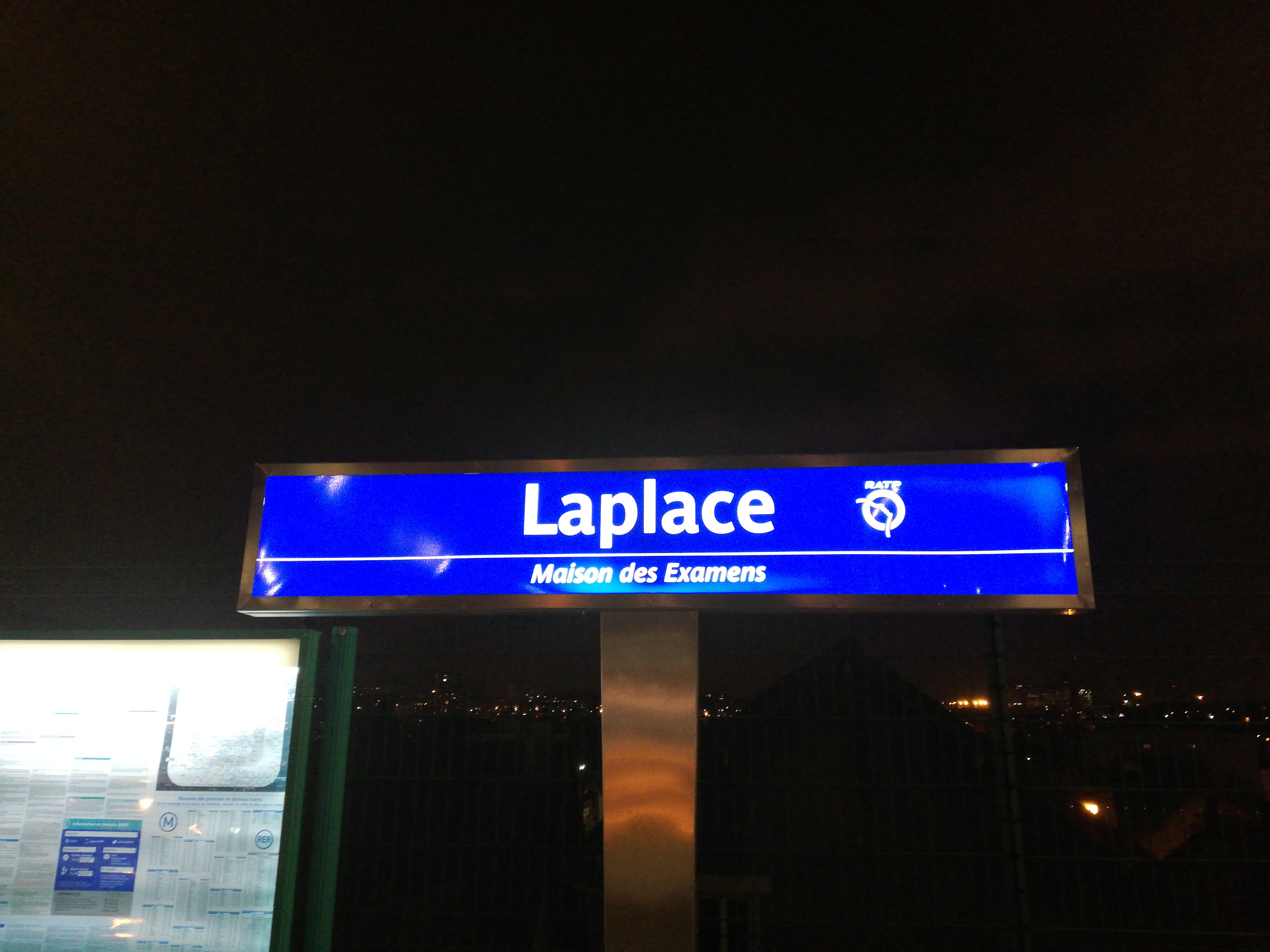
Autre panneau de la gare, avec le sous-titre Maison des Examens.